# Ulysse Nardin
Ulysse Nardin — виробник швейцарських годинників класу "люкс", фірма заснована 1846 року в місті Ле-Локль, кантон Невшатель, Швейцарія.
Компанія стала відомою в мореплавстві завдяки виробництву високоточних морських хронометрів і складних у виробництві годинників, що використовувались більш ніж 50 світовими мореплавчими компаніями з кінця 19 століття до 1950 року. Відповідно до останнього опублікованого звіту обсерваторії Невшателю в Швейцарії, компанія Ulysse Nardin вигравала численні нагороди та премії за виробництво морських хронометрів з 1846 по 1975 рік, враховуючи 4324 сертифікати, 2411 призи та 18 золотих медалей на всесвітній виставці.
Пізніше, у 1983 році, компанію очолив та оживив Рольф В. Шнайдер, зробивши її знову прибутковою. З 2014 року Ulysse Nardin є дочірньою компанією французької групи Kering.  Компанія не змінювала штаб-квартиру в Ле-Локлі з 1865 року.
Тепер компанія розробляє та виробляє годинники класу «люкс»,  годинники з подвійним відображенням часу та морські хронометри, які продаються по цілому світу через мережу дистриб’юторів і декількох магазинів моди по цілому світу.